# Констанція Арагонська
Констанція Арагонська (нім. Konstanze von Aragón; близько 1184 року — 23 червня 1222, Катанія) — королева Угорщини в першому шлюбі, королева Сицилії у другому шлюбі та з 1212 року — німецька королева. Бувши першою дружиною Фрідріха II, вона була коронована на імператрицю в Римі в 1220 році.

## Життєпис

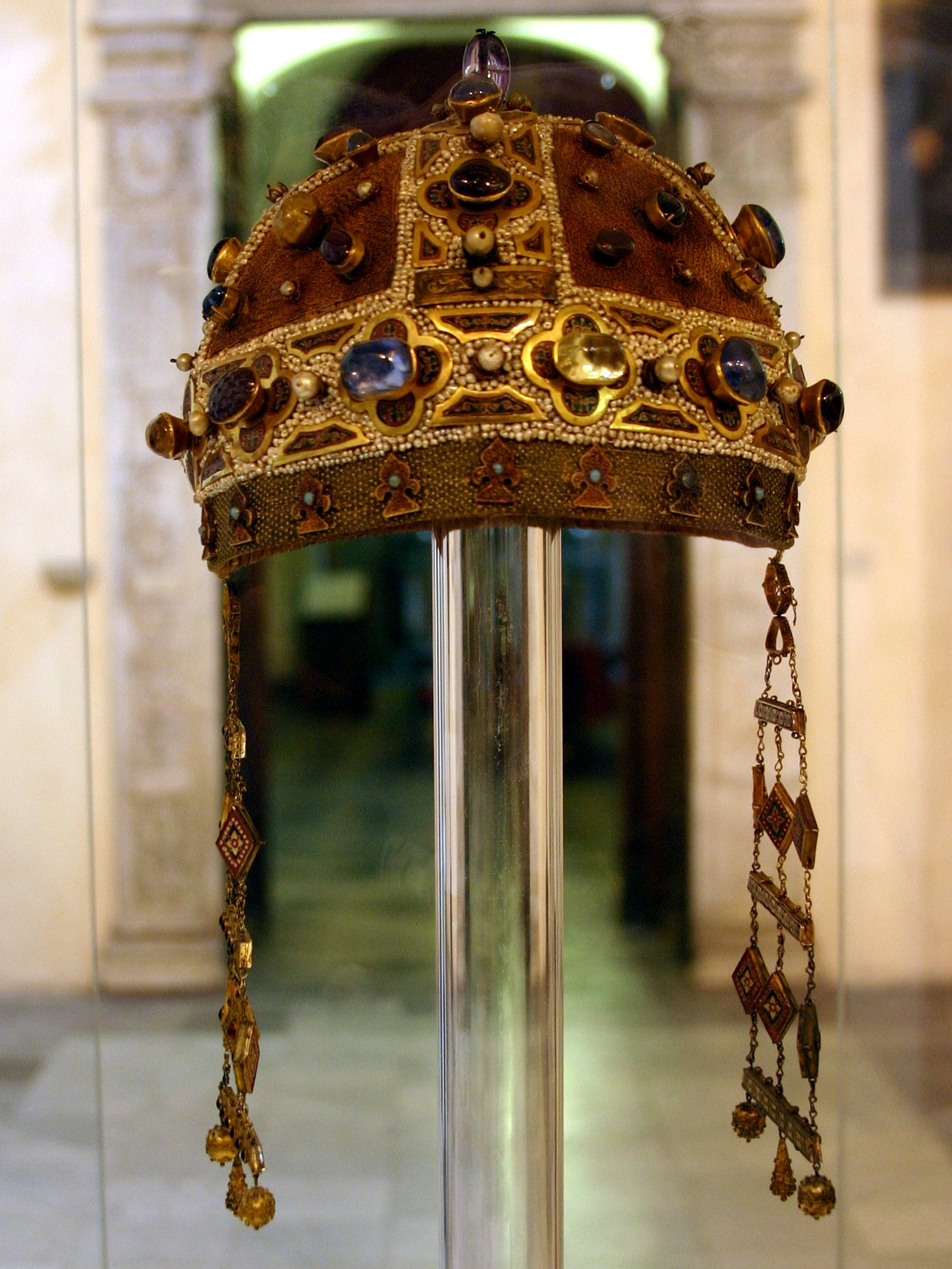
Камилавка Констанції Арагонської в соборній скарбниці Палермо.

Констанція була старшою дочкою короля Альфонсо II Арагонського — графа Барселони та Санчі Кастильської.
У першому шлюбі Констанція вийшла заміж за короля Угорщини Імріха І близько 1199 року, ймовірно, за посередництва папи Інокентія III; з цього шлюбу походить наступний король Угорщини Ласло III. Він був коронований на короля ще до смерті батька в 1204 році, проте помер у 1205 році. Мати і син знайшли прихисток в австрійського герцога Леопольда VI.
Після того, як в 1204 році Констанція стала вдовою, у кінці року були скасовані заручини Фрідріха зі її молодшою сестрою Санчею. 1208 року був укладений шлюбний контракт між Фрідріхом і Констанцією, знову ж таки за посередництва Інокентія. Шлюб з Фрідріхом II був укладений 5/15 липня 1209 року в Мессіні ще до того, як його обрали королем Німеччини у 1212 році. На час укладення шлюбу Фрідріху було 15 років, Констанції — 25 років. Молодий правитель спочатку чинив опір шлюбу, але Констанція привезла із собою армію із 500 іспанських лицарів, яка була йому потрібною для утвердження влади.

Протягом перших чотирьох років перебування Фрідріха в Німеччині, 1212—1216 рр., Констанція була регентом на Сицилії, поки вона не поїхала за чоловіком до Німеччини. У цьому другому шлюбі народився син, пізніше знатний Генріх (VII) (1211– лютого 1242). 

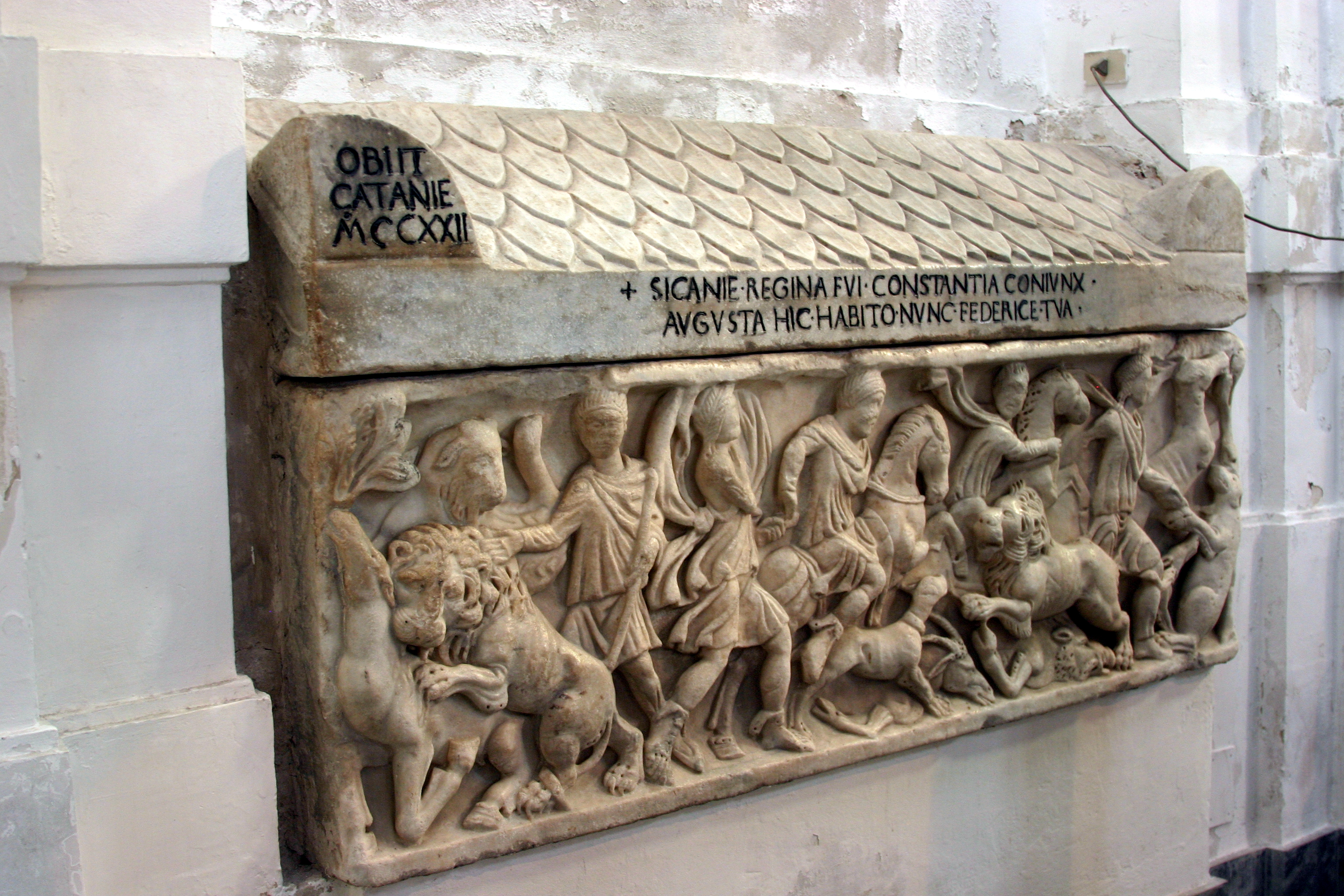
Римський саркофаг з Констанцією.

Констанція Арагонська була похована в катедральному соборі Палермо в римському саркофазі, на рельєфі якого зображено полювання на лева. Напис на латині над рельєфом каже: «Я була королевою й імператрицею Сицилії, Констанція. Я зараз тут живу, Фрідріх, твоя.» Фрідріх поклав до могили Констанції її корону. 1225 року з політичних причин він одружився з Іолантою Єрусалимською — королевою Єрусалиму.